# Pariser Oper

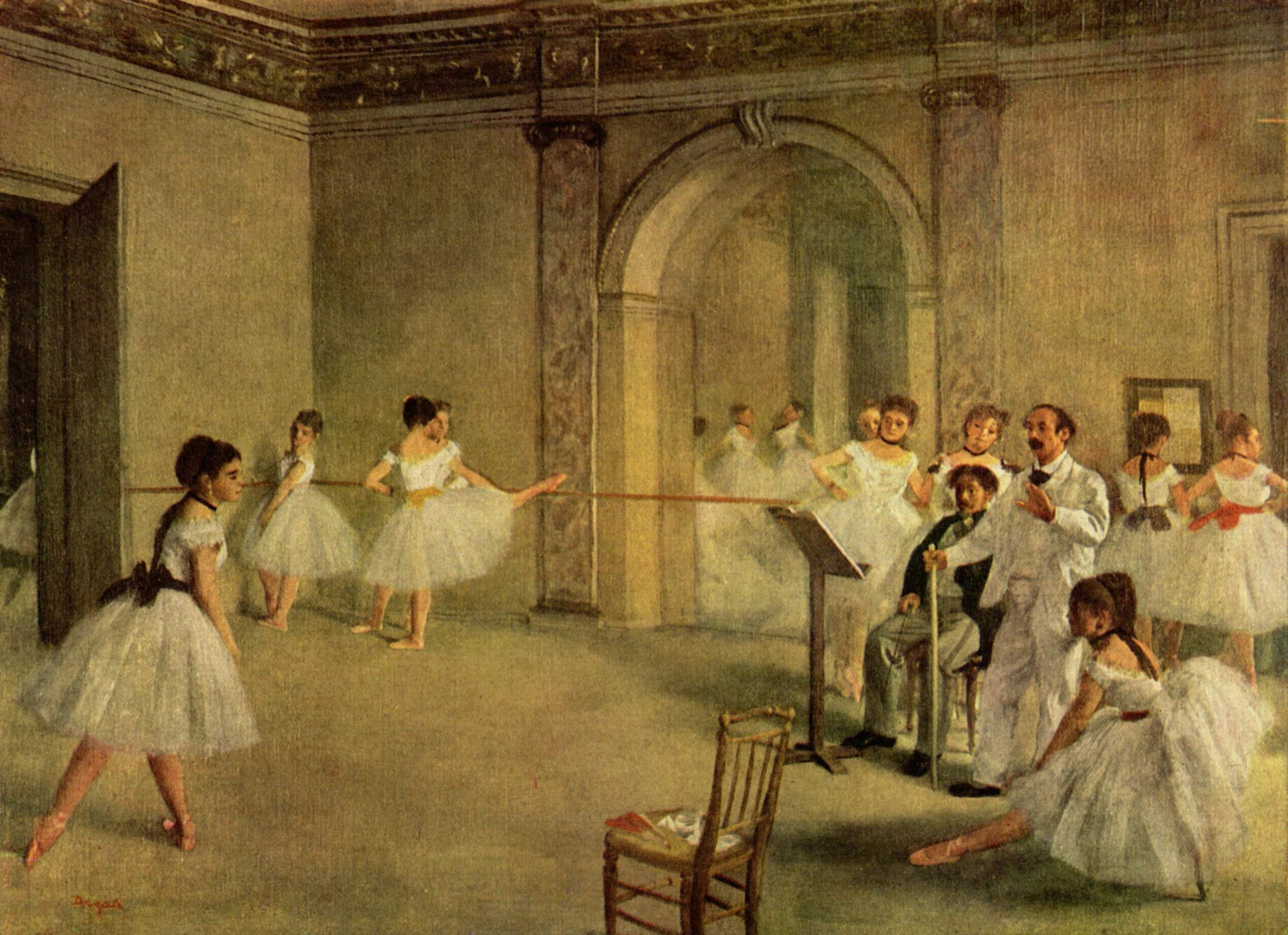
Edgar Degas: Ballettsaal der Oper in der Rue Le Peletier, 1872

Die Pariser Oper (offizieller Name Opéra National de Paris) ist das primäre französische Opern- und Ballettunternehmen. Sie und ihre Vorgängerinstitute spielen durch stilprägende Uraufführungen eine bedeutende Rolle in der Operngeschichte. Die Institution der Opéra wurde immer als unabhängig von ihren wechselnden Aufführungsorten betrachtet. Vor der Französischen Revolution (seit 1669) hieß sie Académie Royale de musique und war in die Académie Royale eingegliedert. Die Opéra National de Paris nutzt heute die zwei Opernhäuser Opéra Garnier und Opéra Bastille.

## Geschichte

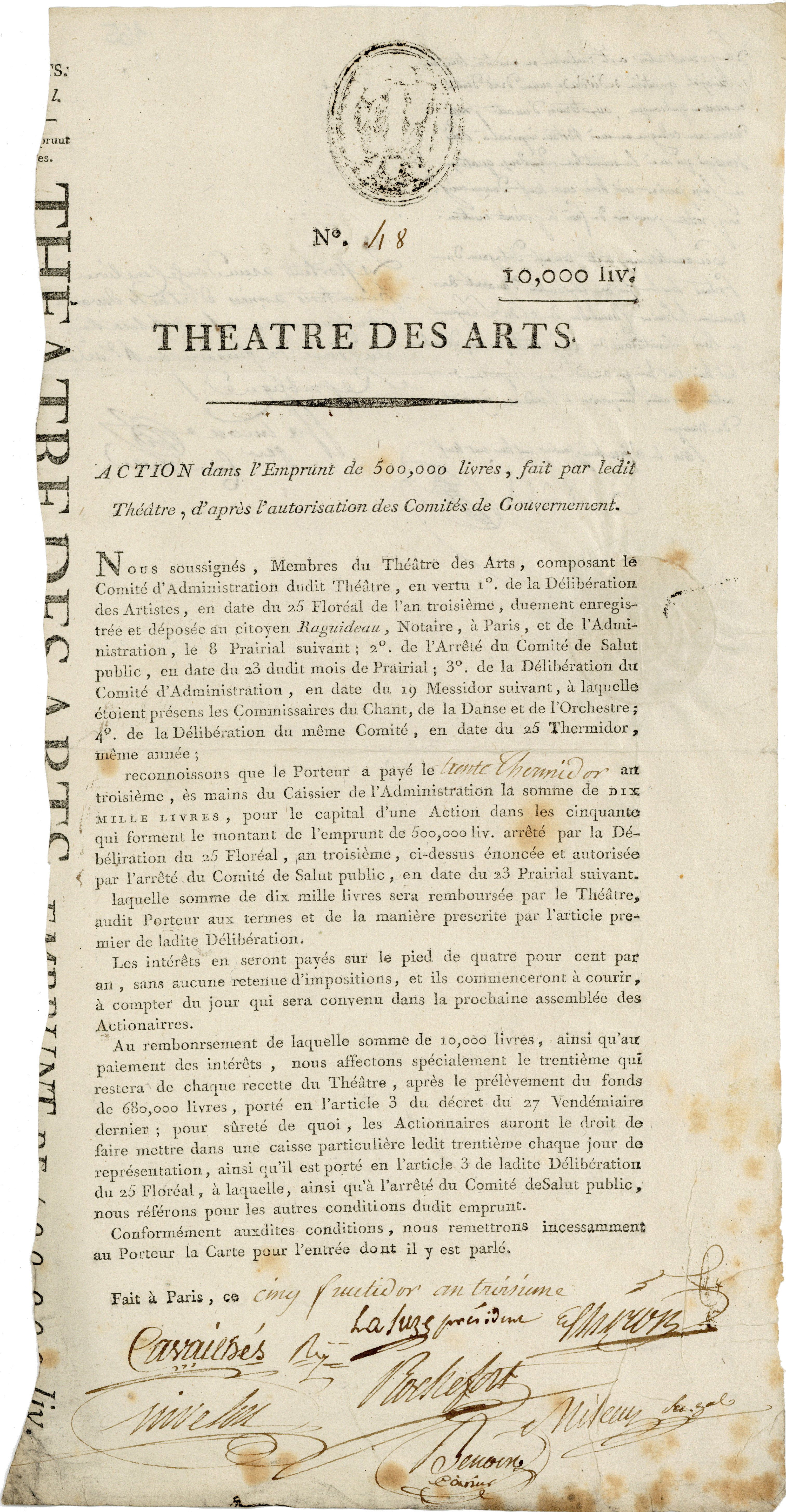
Aktie über 10.000 Livres des Théatre des Arts, einer Vorgängergesellschaft der Académie royale (heute die Pariser Oper), ausgegeben am cinq fructidor an troisieme (22. August 1795). Das Kapital der Gesellschaft in Höhe von 500.000 Livres war eingeteilt in 50 Aktien.

Die Opéra war am Ende des 17. Jahrhunderts (ähnlich wie die Comédie-Française für das gesprochene Drama) das offizielle Theater des französischen Hofs. Im Unterschied zur Comédie-Française bekam die Opéra keine königlichen Subventionen und musste ihre Kosten zum Teil durch Vermietung ihrer Privilegien decken. Zwar vom König umfangreich reglementiert, war die Opernakademie anfangs ein Privatgeschäft des Inhabers des von ihm verliehenen Privilegs, wurde nach den Jahren der Leitung durch Lully anhaltend defizitär und brauchte die Unterstützung der Stadt Paris, um kurz vor der Revolution den Menus Plaisirs zugeschlagen und damit Teil des Königshauses zu werden. Am Ende des 18. Jahrhunderts wurde die Opéra-Comique als Institution einer bürgerlichen Gegenkultur zur Opéra eröffnet. Im 19. Jahrhundert zog sich der Adel von der Oper zurück, und als Gegengewicht zur aufstrebenden Gattung der Opéra-comique entwickelte sich die Grand opéra als neue und ebenfalls bürgerliche Stütze der Opéra. Aus den Tanzeinlagen der Opern, die in Frankreich immer sehr wichtig waren, entwickelte sich hier das eigenständige Ballett. Die Opéra besteht als „nationale“ Institution.

## Standorte

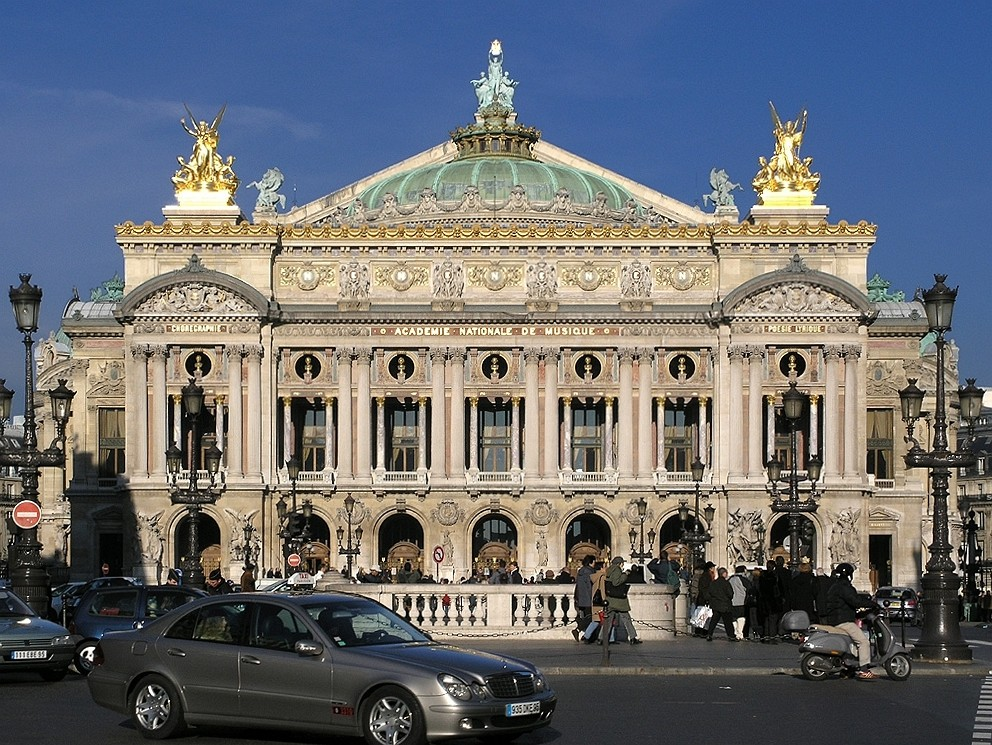
Palais Garnier

### Gegenwärtige Gebäude und Standorte
Seit 1989 stehen der Opéra National de Paris zwei Opernhäuser zur Verfügung:
- Die am 5. Januar 1875 eröffnete alte Oper, nach ihrem Architekten Opéra Garnier oder heute auch „Palais Garnier“ genannt, wird seit der Einweihung des neuen Opernhauses im Jahr 1989 hauptsächlich für Ballettaufführungen des Ballet de l’Opéra de Paris und klassische Opern genutzt. Mit einer Fläche von 11.237 m² ist die Opéra Garnier das größte Theater der Welt, wird aber an der Anzahl von Plätzen von der der Wiener Staatsoper übertroffen. Des Weiteren ist dieses geschichtsträchtige Gebäude der Schauplatz der Geschehnisse in Gaston Leroux klassischem Schauerroman Das Phantom der Oper.

Opéra Bastille, Juli 1989

- Die neue Opéra Bastille am Place de la Bastille wurde von dem Architekten Carlos Ott konzipiert. Am Vorabend des 200. Jahrestags des Sturm auf die Bastille wurde sie am 13. Juli 1989 eingeweiht.

Das Palais Garnier gehört zu den architektonischen Sehenswürdigkeiten von Paris. Es bietet 2150 Zuschauern Platz. Die Gestaltung des Treppenhauses, des Festsaals und des Foyers zeigt noch die Prachtentfaltung des Zweiten Kaiserreichs – der Baubeginn war im Jahr 1860.

### Frühere Gebäude und Standorte (1671–1874)
| Dauer                               | Gebäude                                                                  | Straße |
| ----------------------------------- | ------------------------------------------------------------------------ | --- |
| 19. März 1671 – 30. März 1672       | Jeu de Paume de la Bouteille                                             | Rue des Fossées-de-Nesles (als Rue Jacques-Callot) |
| 15. November 1672 – 1673            | Jeu de Paume du Bel-Air                                                  | Rue des Fossées-de-Nesles (als Rue de Médicis) |
| 16. Juni 1673 – 6. April 1763       | Salle du Palais-Royal                                                    | Rue Saint-Honoré (zwischen der Rue de Valois und der Rue des Bons-Enfants). Am 6. April 1763 durch Feuer zerstört.                                     |
| 24. Januar 1764 – 23. Januar 1770   | Salle des Tuileries                                                      | in den Tuilerien zwischen dem Pavillon de l’Horloge und dem Pavillon de Marsan. Im Mai 1871 durch Feuer zerstört.                                      |
| 26. Januar 1770 – Juni 1781         | Salle du Palais-Royal                                                    | Rue Saint-Honoré (am Ort des 1673 abgebrannten Theaters, im Juni 1781 durch Feuer zerstört)                                                            |
| 14. August 1781 – Oktober 1781      | Salle des Menus-Plaisirs (die vormalige Salle de la Foire Saint-Laurent) | Rue Bergère, 1910 abgerissen |
| 27. Oktober 1781 – August 1794      | Salle de la Porte Saint-Martin                                           | Boulevard Saint-Martin (an der Stelle des späteren Théâtre de la Porte Saint-Martin), im Mai 1871 durch Feuer zerstört                                 |
| 7. August 1794 – Februar 1820       | Salle Montansier                                                         | Rue de la Loi (als Square Louvois), 1820–1821 abgerissen                                                                                               |
| 19. April 1820 – 11. Mai 1821       | Salle Favart (Théâtre Italien)                                           | Rue Favart / Place Boieldieu (an der Stelle der heutigen 3. Salle Favart, Spielstätte der Opéra-Comique); am 13./14. Januar 1838 durch Feuer zerstört. |
| 15. Mai 1821 – 15. Juni 1821        | Salle Louvois                                                            | Rue de Louvois, 1899 abgerissen |
| 16. August 1821 – 28. Oktober 1873  | Salle Le Peletier                                                        | Rue Le Peletier, am 28./29. Oktober 1873 durch Feuer zerstört                                                                                          |
| 19. Januar 1874 – 30. Dezember 1874 | Salle Ventadour (Opéra Italien)                                          | an der heutigen Stelle der Banque de France |
| seit 5. Januar 1875                 | Opéra Garnier                                                            | Place de l’Opéra |

## Wichtige Uraufführungen
- 1774: Iphigenie in Aulis von Christoph Willibald Gluck
- 1779: Iphigenie auf Tauris von Christoph Willibald Gluck
- 1828: La muette de Portici von Daniel-François-Esprit Auber
- 1829: Guillaume Tell von Gioachino Rossini
- 1831: Robert le diable von Giacomo Meyerbeer
- 1835: La Juive (Die Jüdin) von Fromental Halévy
- 1836: Les Huguenots (Die Hugenotten) von Giacomo Meyerbeer
- 1838: Benvenuto Cellini von Hector Berlioz
- 1840: La favorite von Gaetano Donizetti
- 1841: Giselle, Ballett von Adolphe Adam in der Choreographie von Jean Coralli und Jules Perrot
- 1847: Jérusalem erste Grand opéra von Giuseppe Verdi
- 1849: Le prophète von Giacomo Meyerbeer
- 1855: Les vêpres siciliennes von Giuseppe Verdi (im Rahmen der ersten Weltausstellung)
- 1860: Le Papillon, Ballett von Jacques Offenbach
- 1861: Tannhäuser (Pariser Version) von Richard Wagner
- 1865: L’Africaine von Giacomo Meyerbeer
- 1867: Don Carlos von Giuseppe Verdi
- 1868: Hamlet von Ambroise Thomas
- 1885: Le Cid von Jules Massenet
- 1910: L’Oiseau de feu (Der Feuervogel), Ballett, aufgeführt durch Sergei Pawlowitsch Djagilews Ballets Russes, Musik von Igor Strawinsky
- 1979: Lulu von Alban Berg (vervollständigte Version von Friedrich Cerha)
- 1983: Saint François d’Assise von Olivier Messiaen

## Chefdirigenten (Auswahl)
- Georg Solti, 1973–1974
- Myung-whun Chung, 1989–1994
- James Conlon (1995–2004)
- Von 2004 bis 2009 gab es an der Oper keinen Chefdirigenten
- Philippe Jordan, 2009/10–2021
- Gustavo Dudamel, 1. August 2021 – 2023[4]